# Queratitis
La queratitis es una inflamación que afecta a la córnea, es decir la porción anterior y transparente del ojo. Puede estar originada por múltiples causas, una de las más frecuentes es una infección bacteriana o vírica. Suele producir intenso dolor ocular, enrojecimiento del polo anterior de ojo, lagrimeo y fotofobia. En ocasiones se forman úlceras en la córnea que pueden llegar a ser graves u ocasionar disminución en la agudeza visual por alteración en la transparencia. Las personas portadoras de lentillas o las que sufren un traumatismo que afecta a la superficie anterior de la córnea, son más propensas a presentar queratitis de origen infeccioso

## Clasificación
Las queratitis se clasifican en: 
- Superficiales: Afectan simplemente al epitelio corneal. Para su inspección se usan tintes como: Rosa de bengala y fluoresceína.
  - Queratitis filamentosa. Existen pequeños filamentos unidos a la porción superficial del epitelio corneal, por lo cual pueden producir la sensación de tener un cuerpo extraño en la superficie del ojo.
  - Queratitis punctata o punteada. Es la más frecuente y se caracteriza por pequeñas lesiones dispersas diseminadas por la superficie de la córnea.
  - Queratitis ulcerativas. Se forma una úlcera, que en realidad no es más que una solución de continuidad en la superficie de la córnea.
- Profundas. Generalmente revisten más gravedad.

## Causa
La queratitis tiene múltiples causas, como abusar del uso de lentes de contacto,o no seguir las indicaciones higiénicas terapéuticas recomendadas.
- Queratitis por amebas. La infección corneal por amebas es la más grave de todas y suele afectar a los usuarios de lentes de contacto.[2] Generalmente está causada por la Acanthamoeba. El 25 de mayo de 2007, el Centro para el Control y Prevención de Enfermedades estadounidense emitió un aviso de salud pública por el aumento del riesgo de queratitis por Acanthamoeba relacionado con el uso de la solución ocular Complete Moisture Plus Multi-Purpose Eye Solution de la compañía Advanced Medical Optics (AMO).[3]
- Queratitis por bacterias. La infección bacterial de la córnea puede ser originada por una lesión o por el uso de lentes de contacto. Las bacterias responsables son el Staphylococcus aureus y la Pseudomonas aeruginosa en los usuarios de lentes de contacto. La Pseudomonas aeruginosa contiene enzimas que pueden digerir la córnea.[4]
- Queratitis por hongos (cf. Fusarium, que recientemente provocó varios casos de queratitis a través del posible vector de la solución para lentes de contacto ReNu with MoistureLoc de la multinacional  Bausch & Lomb)
- Queratitis viral

- Herpes ocular (queratitis dendrítica). Las infecciones víricas de la córnea son a menudo causadas por el virus del herpes simple, que suele dejar lo que se denomina una "úlcera dendrítica".
- Queratitis por herpes zóster

- Queratitis por oncocercosis, como consecuencia de la infección por O. volvulus causada por la mordedura de simúlidos (o moscas negras) infectados. Estas moscas negras normalmente habitan cerca de las corrientes de agua africanas, por lo que la enfermedad también es denominada "ceguera de los ríos".[5]

### Otras
- Queratitis por exposición — debida a la sequedad de la córnea causada por un cierre incompleto o inadecuado del párpado (lagoftalmos, frecuente tras parálisis facial).
- Fotoqueratitis  — queratitis debida a la exposición a radiación ultravioleta intensa (p. ej. Ceguera de las nieves.)
- Úlcera corneal
- "Síndrome de la lente apretada" (en inglés "Contact lens acute red eye" o CLARE) — se trata de un tipo de queratitis estéril no ulcerativa relacionada con la infección por bacterias Gram negativas presentes en las lentes de contacto.
- La inflamación corneal y las úlceras corneales también pueden ser provocadas por una reacción alérgica grave (p. ej. la queratoconjuntivitis primaveral).[6]
- Queratitis eosinofílica felina — afecta a gatos y caballos; posiblemente provocada por el herpesvirus felino tipo 1  u otra infección viral.[7]

## Diagnóstico
El diagnóstico eficaz es importante para detectar esta patología y determinar el tratamiento correspondiente, ya que la queratitis es a veces confundida con conjuntivitis alérgica.

## Tratamiento
El tratamiento depende de la causa del queratitis. La queratitis infecciosa puede avanzar rápidamente, y generalmente requiere una terapia antibacteriana, antifúngica o antiviral urgente para eliminar el patógeno.   El tratamiento por norma general es realizado por un oftalmólogo, y puede incluir la prescripción de medicación ocular, sistémica o incluso terapia intravenosa.  No se aconseja usar gotas oculares sin receta ya que normalmente no sirven para combatir infecciones, además su uso podría retrasar un correcto tratamiento, aumentando las posibilidades de degenerar en complicaciones que pueden poner en riesgo la visión.  También se suele aconsejar a los usuarios de lentes de contacto que dejen de usarlas  y reemplacen las lentes y los estuches portalentes contaminados. 
Las soluciones antibacterianas incluyen levofloxacino, gatifloxacina, moxifloxacina, ofloxacino. La queratitis por herpes simple se debe tratar con aciclovir.  En caso de problemas oculares se debe consultar a un oftalmólogo. 
Algunas infecciones pueden dejar cicatrices en la córnea que limitan la visión. Otras pueden provocar una perforación de la córnea y graves problemas de visión. Con una atención médica adecuada, las infecciones se pueden tratar de manera exitosa sin causar una pérdida de visión a largo plazo.